# 海坪街道
海坪街道是中华人民共和国贵州省六盤水市水城区下辖的一个街道办事处。

## 行政区划
海坪街道下辖以下村级行政区划单位：
阿娄社区、索玛社区、海坪村、甘塘村、俄脚村、五里坪村。